# ئی‌ام‌ال اوگاندی (ام۳۱۵)
ئی‌ام‌ال اوگاندی (ام۳۱۵) (به انگلیسی: EML Ugandi (M315)) یک کشتی است که طول آن 52.6 m می‌باشد. این کشتی در سال ۱۹۹۲ ساخته شد.